# Kyryło Mieszkow
Kyryło Andrijowycz Mieszkow (ukr. Кирило Андрійович Мєшков) – ukraiński zapaśnik walczący w stylu wolnym. Brązowy medalista mistrzostw Europy w 2018 roku.